# Rubival Cabral Britto
Rubival Cabral Britto OFM Cap. (ur. 21 lipca 1969 w Jaguaquara) – brazylijski duchowny katolicki, w latach 2017–2024 biskup Grajaú, biskup Bom Jesus da Lapa od 2024.

## Życiorys
17 grudnia 2000 otrzymał święcenia kapłańskie w zakonie kapucynów. Pracował w placówkach formacyjnych dla przyszłych zakonników, był też m.in. sekretarzem, definitorem i przełożonym prowincji oraz dyrektorem kolegium im. Pawła VI w Vitória da Conquista.
7 grudnia 2016 papież Franciszek mianował go biskupem diecezji Grajaú. Sakry udzielił mu 11 lutego 2017 metropolita Vitória da Conquista - arcybiskup Luis Gonzaga Silva Pepeu.
13 marca 2024 został mianowany biskupem diecezji Bom Jesus da Lapa.